# Tesson
Tesson és un municipi francès al departament de la Charanta Marítima i a la regió de Nova Aquitània. L'any 2007 tenia 988 habitants.

## Demografia

### Població
El 2007 la població de fet de Tesson era de 988 persones. Hi havia 392 famílies de les quals 98 eren unipersonals (55 homes vivint sols i 43 dones vivint soles), 110 parelles sense fills, 133 parelles amb fills i 51 famílies monoparentals amb fills.
La població ha evolucionat segons el següent gràfic:

### Habitatges
El 2007 hi havia 465 habitatges, 403 eren l'habitatge principal de la família, 18 eren segones residències i 44 estaven desocupats. 436 eren cases i 27 eren apartaments. Dels 403 habitatges principals, 301 estaven ocupats pels seus propietaris, 94 estaven llogats i ocupats pels llogaters i 8 estaven cedits a títol gratuït; 3 tenien una cambra, 19 en tenien dues, 56 en tenien tres, 126 en tenien quatre i 200 en tenien cinc o més. 313 habitatges disposaven pel capbaix d'una plaça de pàrquing. A 179 habitatges hi havia un automòbil i a 199 n'hi havia dos o més.

### Piràmide de població
La piràmide de població per edats i sexe el 2009 era:
| Homes | Edats   | Dones |
| ----- | ------- | ----- |
| 0     | 95 o +  | 0     |
| 0     | 90 a 94 | 0     |
| 8     | 85 a 89 | 12    |
| 0     | 80 a 84 | 16    |
| 16    | 75 a 79 | 4     |
| 20    | 70 a 74 | 28    |
| 28    | 65 a 69 | 8     |
| 12    | 60 a 64 | 20    |
| 4     | 55 a 59 | 4     |
| 40    | 50 a 54 | 16    |
| 24    | 45 a 49 | 52    |
| 24    | 40 a 44 | 24    |
| 24    | 35 a 39 | 28    |
| 48    | 30 a 34 | 28    |
| 20    | 25 a 29 | 36    |
| 20    | 20 a 24 | 36    |
| 32    | 15 a 19 | 28    |
| 16    | 10 a 14 | 20    |
| 32    | 5 a 9   | 20    |
| 28    | 0 a 4   | 36    |

## Economia
El 2007 la població en edat de treballar era de 645 persones, 468 eren actives i 177 eren inactives. De les 468 persones actives 431 estaven ocupades (228 homes i 203 dones) i 37 estaven aturades (17 homes i 20 dones). De les 177 persones inactives 67 estaven jubilades, 48 estaven estudiant i 62 estaven classificades com a «altres inactius».

### Ingressos
El 2009 a Tesson hi havia 413 unitats fiscals que integraven 1.022 persones, la mediana anual d'ingressos fiscals per persona era de 18.175 €.

### Activitats econòmiques
Dels 35 establiments que hi havia el 2007, 6 eren d'empreses de construcció, 7 d'empreses de comerç i reparació d'automòbils, 1 d'una empresa de transport, 2 d'empreses d'hostatgeria i restauració, 2 d'empreses d'informació i comunicació, 1 d'una empresa financera, 2 d'empreses immobiliàries, 2 d'empreses de serveis, 10 d'entitats de l'administració pública i 2 d'empreses classificades com a «altres activitats de serveis».
Dels 11 establiments de servei als particulars que hi havia el 2009, 1 era una oficina de correu, 2 autoescoles, 1 paleta, 1 guixaire pintor, 1 fusteria, 2 lampisteries, 1 perruqueria i 2 restaurants.
Dels 2 establiments comercials que hi havia el 2009, 1 era una botiga de menys de 120 m² i 1 una carnisseria.
L'any 2000 a Tesson hi havia 19 explotacions agrícoles que ocupaven un total de 675 hectàrees.

## Equipaments sanitaris i escolars
L'únic equipament sanitari que hi havia el 2009 era una farmàcia.
El 2009 hi havia una escola elemental integrada dins d'un grup escolar amb les comunes properes formant una escola dispersa.

## Poblacions properes
El següent diagrama mostra les poblacions més properes.